# Тит Квинкций Атта
Тит Кви́нкций А́тта (лат. Titus Quinctius Atta; умер в 77 году до н. э., Римская республика) — древнеримский поэт-сатирик, комедиограф, мастер тогаты.

## Биография
О дате и месте рождения Тита Квинкция нет сведений, равно как и о его биографии; известно лишь, что он принадлежал к знатному роду Квинкциев и умер в 77 году до н. э. Прозвище Атта («ходящий на подошвах») могло быть связано с каким-либо недостатком походки. Был одним из трёх — наряду с Афранием и Титинием — известных авторов латинской комедии, названной по форме традиционной римской одежды, тоги. Писал также эпиграммы. О литературном таланте Атты с уважением отзывались Марк Теренций Варрон и Марк Корнелий Фронтон.
Его творчество сохранилось лишь в незначительных фрагментах. Известны также 11 названий его тогат, большинство из которых типичны: например, «Жена эдила», «Невестка». Был большим мастером в проработке характеров в своих тогатах, в первую очередь женских. В сохранившихся фрагментах его произведений критики начала XX века находили немало архаизмов, но признавали его стиль «живым», хотя полноценного представления о нём по этим фрагментам получить нельзя; часто прибегал к аллитерации. Согласно Горацию (64—8 годы до н. э.), в его время тогаты Атты ещё ставились на сцене.